# Josef Rußwurm
Josef Rußwurm (* 1907 in Regensburg; † 1969) war ein römisch-katholischer Geistlicher.

## Leben
Nach dem Abitur 1926 am Albertus-Magnus-Gymnasium Regensburg studierte er am Universität und Canisianum in Innsbruck. Nach der Priesterweihe 1931 war er von 1941 bis 1950 Pfarrer in Mitterfels und ab 1950 Offiziator bei Klosterkirche Heilig-Kreuz (Regensburg). Er wirkte pastoral in Ströbing und Rom und in der katholischen Pressearbeit aktiv (KNA, Klerusblatt, Deutsche Tagespost etc.).
Seine Forschungsschwerpunkt war die bayerischen Kirchengeschichte im 19. Jahrhundert.  Seine Brüder, Liebhard Rußwurm OFMCap (1906–1967) und Wilhelm Rußwurm († 1944), waren auch Priester.

## Schriften (Auswahl)
- Wetterleuchten. Weg-Begegnungen, Weg-Gedanken. Basel 1933, OCLC 632634358.
- Im Heiligtum der Klosterzelle. Ein Büchlein der Heiligkeit. Kleine Fünklein aus glühendem Licht, für alle, denen sie ein wenig Freude machen und helfen können. Basel 1935, OCLC 634509401.